# Pontos (Region)

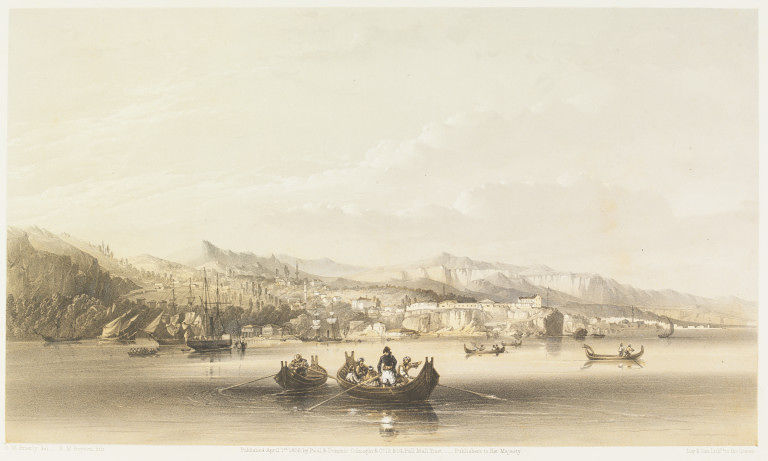
Schwarzes Meer, pontische Küste mit Trapezunt und Gebirge (1856)

Pontos (altgriechisch Πόντος ‚Meer‘, lateinisch Pontus) ist eine historische Landschaft an der kleinasiatischen Südküste des Schwarzen Meeres (Πόντος Εὔξεινος Pontos Euxeinos) im Nordosten Anatoliens in der heutigen Türkei.

## Name

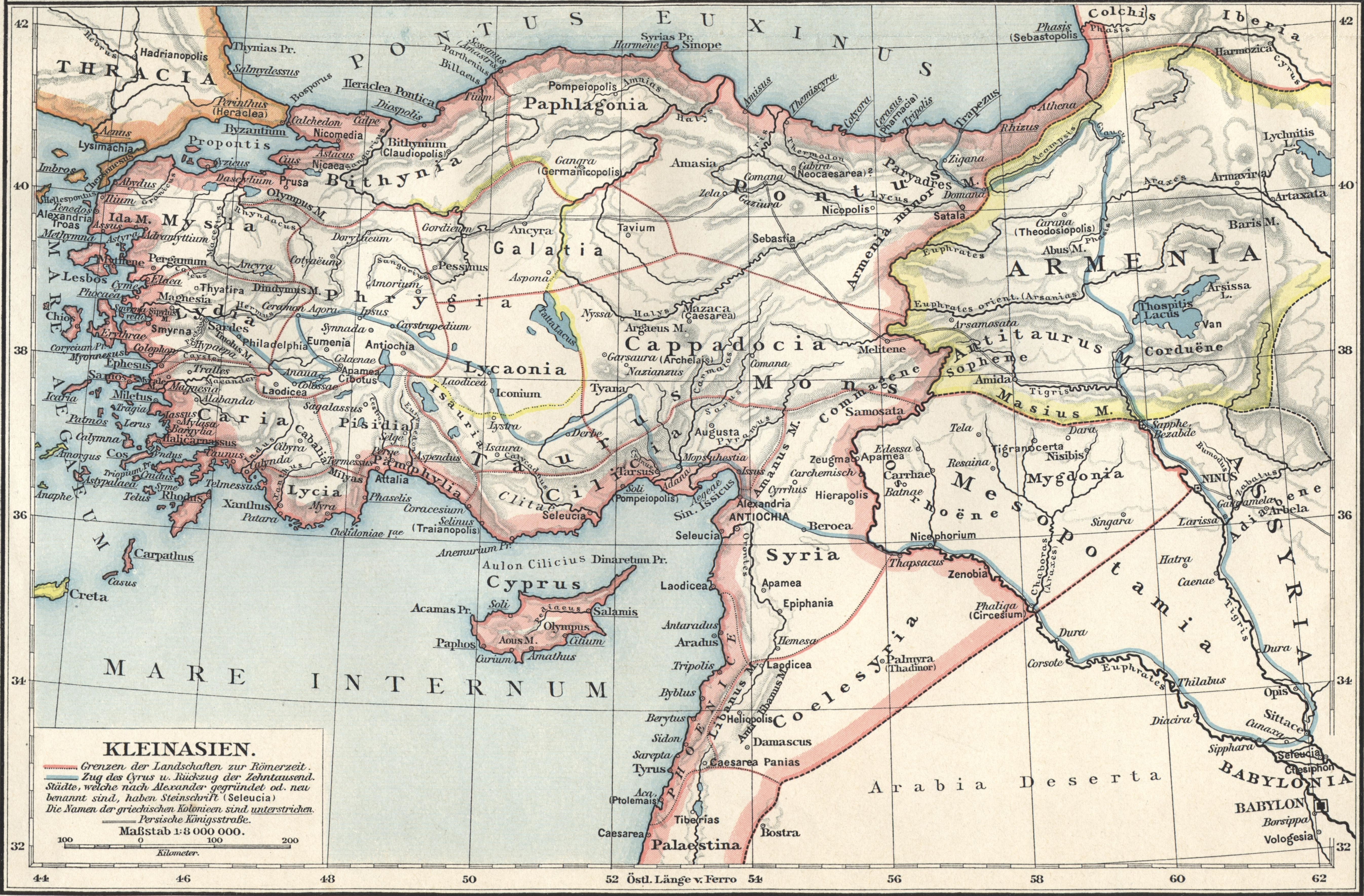
Auf dieser Karte (Putzger (1901): Kleinasien) ist Pontus nördlich von Cappadocia eingetragen

Der Name leitet sich vom griechischen Namen des Schwarzen Meeres ab. Als Bezeichnung für das Küstenland vor Kappadokien wurden Wendungen wie Kappadokía hē perí ton Eúxeinon (also „der zum Meer hin gelegene Teil Kappadokiens“) oder hē pros tōi Póntōi Kappadokía gebraucht, aber auch schon bei Strabon ist Pontos alleinstehend geläufig. Der früheste Beleg für Pontos als Name der Region findet sich bei Xenophon.

## Lage
Als politisches Gebilde bezeichnet Pontos im Lauf der Geschichte Gebiete stark wechselnder Ausdehnung. Zum pontischen Kernland gehört dabei die Küstenregion zwischen Schwarzem Meer bis zum und einschließlich des Pontischen Gebirges und Teile des dahinter liegenden Gebietes. In der antiken Geographie wird es begrenzt von Paphlagonien im Westen, wobei der Halys oft als Grenzfluss gilt, im Süden durch Galatien, Kappadokien und Armenia minor und im Osten durch Kolchis und Armenien mit dem Phasis als Grenzfluss.
Ein wichtiger Fluss war der nach Westen hin zwischen den Bergen Paryadres im Norden und Ophlimos und Lithros im Süden verlaufende Lykos (heute der Kelkit Çayı), dessen enges Tal sich zur fruchtbaren Ebene von Phanaroia weitete, bevor er bei Eupatoria in den Iris (heute Yeşilırmak) mündete. Ein weiterer wichtiger Nebenfluss des Iris war der Skylax (heute Çekerek Irmağı).
Seinen besonderen Charakter erhielt die Landschaft durch die Begegnung autochthoner Bewohner des Binnenlandes, die kulturell eher nach Persien hin orientiert waren, und der griechischen Kolonien an der Küste. Zu diesen gehörten Amisos, Kotyora, Pharnakeia und Trapezus.

## Geschichte

### Königreich Pontos

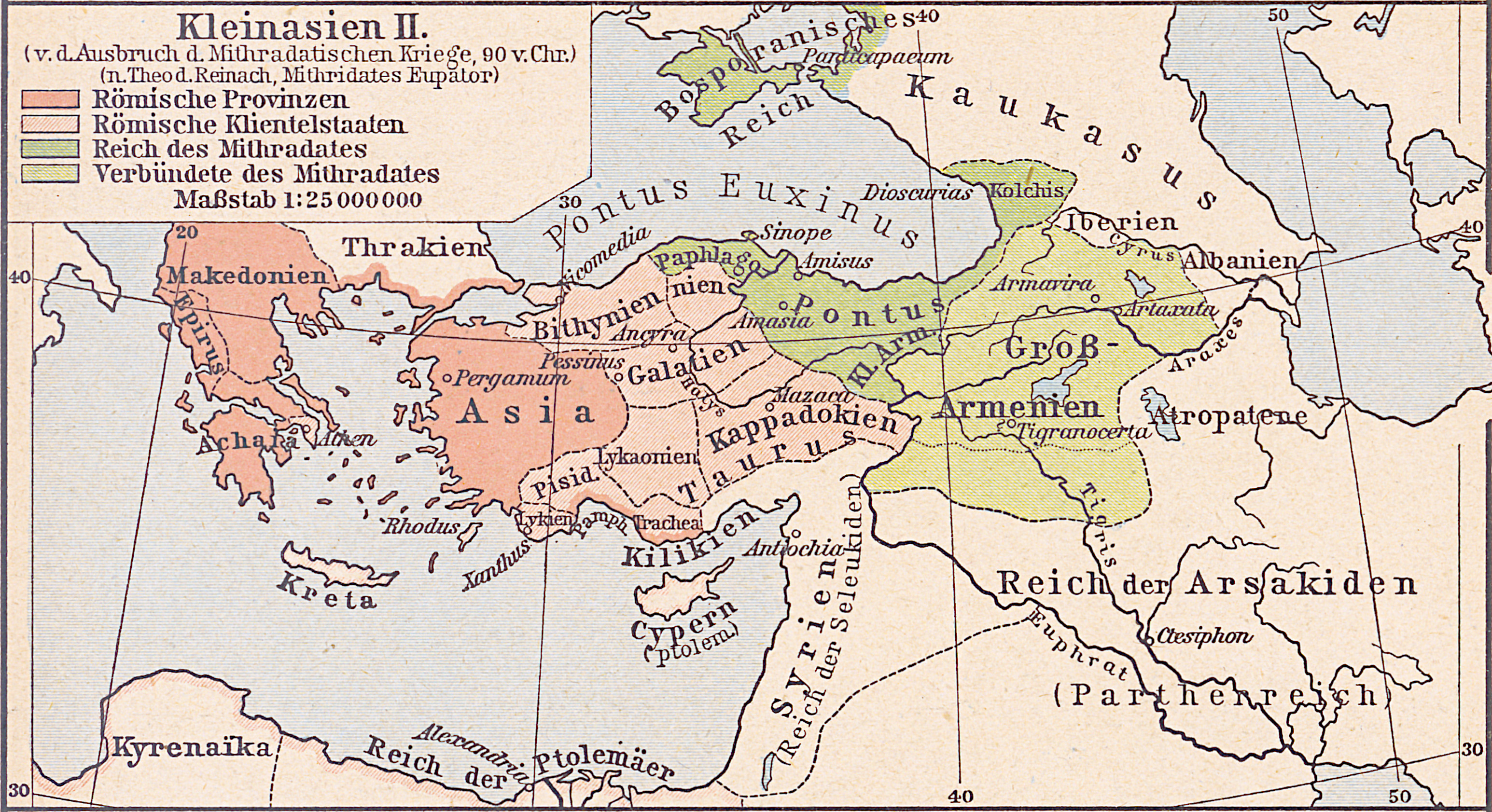
Reich Mithridates’ VI. zu Beginn der Kriege 90 v. Chr.

Das Gebiet gehörte ursprünglich zur persischen Satrapie Kappadokien. Nach dem Zusammenbruch des Perserreiches unter dem Angriff Alexanders entstand ein Machtvakuum, in dem eine ursprünglich aus Kios an der Propontis stammende Dynastie ihren Einfluss ausdehnen konnte. 281 v. Chr. nahm Mithridates I. Ktistes den Königstitel an. Unter seinen Söhnen dehnte sich das Herrschaftsgebiet, auch durch eine dynastische Verbindung mit den Seleukiden, weiter aus. Die Expansion kam erst unter Pharnakes I. im Pontischen Krieg (182–179) zum Stillstand. Seinem Nachkommen Mithridates VI. gelang es im 1. Jahrhundert v. Chr. schließlich, das Reich zunächst zu seiner größten Ausdehnung und dann aber in seine größte Niederlage zu führen. In den drei Mithridatischen Kriegen wurde Pontos schließlich von Rom besiegt und zu einem Klientelstaat gemacht.
Der westliche Teil von Pontos wurde 63 v. Chr. durch Gnaeus Pompeius Magnus der neu geschaffenen Provinz Bithynia et Pontus eingegliedert, der östliche Teil bestand als abhängiges Königreich unter verschiedenen Dynasten weiter, während Pharnakes II., der Sohn von Mithridates VI., erfolglos versuchte, vom Bosporanischen Reich aus auch den Westen des Reichs seines Vaters zurückzuerobern. 37 v. Chr. setzte Marcus Antonius Polemon I., einen Bürger aus Laodikeia am Lykos, als Herrscher in Pontos ein.

### Römische Provinz
Nach dem Aussterben der Dynastie Polemons 64 n. Chr. wurde deren Herrschaftsgebiet von Nero als Pontus Polemoniacus der Provinz Galatia angegliedert. Zuvor waren schon 3/2. v. Chr. das Gebiet von Amaseia und die Karanitis als Pontus Galatica und 34/35 n. Chr. der Priesterstaat von Komana Pontika ebenfalls Galatia zugeschlagen worden. Durch seine Heirat mit Pythodoris von Pontos war Archelaos von Kappadokien deren pontisches Herrschaftsgebiet zugefallen, das Gebiet wurde daher kurzzeitig auch als Pontus Cappadocius bezeichnet.

### Byzantinische Diözese

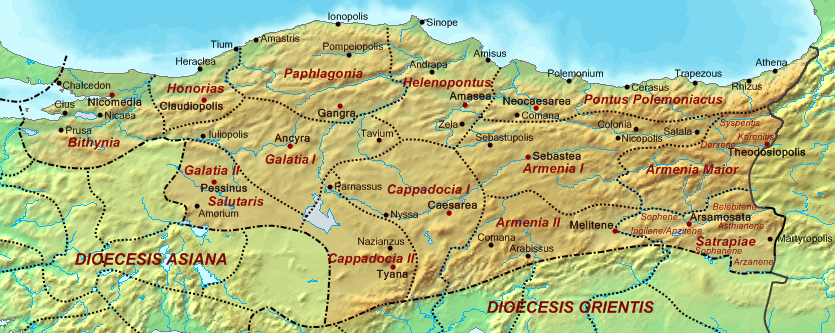
Dioecesis Pontica um 400

Im Rahmen der Reichsreformen des Diokletian am Ende des 3. Jahrhunderts wurde die Dioecesis Pontica unter einem in Amaseia residierenden Vicarius eingerichtet, deren Gebiet die gesamte Südküste des Schwarzen Meeres und große Teile Anatoliens umfasste. Der militärische Befehlshaber des Gebietes war der Dux Ponti et Armeniae.
Die dioecesis war in folgende provinciae gegliedert:
- Bithynia
- Paphlagonia, später geteilt in Paphlagonia und Honorias
- Diospontus, später Helenopontus (Hauptort Amaseia)
- Cappadocia, später geteilt in Cappadocia I und Cappadocia II
- Pontus Polemoniacus (Hauptort Neokaisareia)
- Armenia minor, später geteilt in Armenia I und Armenia II
- Galatia, später aufgeteilt in Galatia und Galatia salutaria
- Pisidia, später aufgeteilt in Pisidia und Lycaonia

Im 7. Jahrhundert wurde die dioecesis aufgelöst und das Gebiet auf die Themen Armeniakon und Opsikion aufgeteilt.

### Kaiserreich Trapezunt
Nach der Eroberung von Konstantinopel im Vierten Kreuzzug im Jahr 1204 bildete sich in vormals byzantinischen Gebieten an der Südküste des Schwarzen Meeres als byzantinischer Nachfolgestaat das Kaiserreich Trapezunt, das in seinen ersten Jahren von der georgischen Grenze bis nach Amastris reichte. Die westlichen Gebietsteile gingen bald an das Kaiserreich Nikaia, einen weiteren byzantinischen Nachfolgestaat, das Gebiet um die Hafenstadt Sinope im mittleren Bereich an das Sultanat der Rum-Seldschuken verloren. Der nunmehr territorial von der byzantinischen Welt getrennte Ostteil geriet unter den politischen Einfluss des mongolischen IlKhanats und seiner im nordwestlichen Iran herrschenden Nachfolgestaaten (Timuriden, Qara Qoyunlu Aq Qoyunlu), ihr Reich blühte aber durch den Handel wirtschaftlich auf. 1461 kapitulierte der letzte Herrscher vor dem osmanischen Sultan Mehmed II. und sein Reich wurde osmanische Provinz.

### Pontos unter den Osmanen

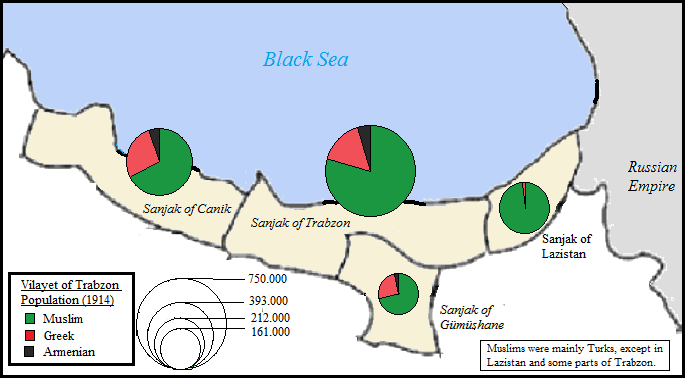
Bevölkerungsanteile im Vilayet Trabzon 1914

Die Schwarzmeerregion wurde zweimal von den Osmanen erobert, zunächst im 14. Jahrhundert durch Sultan Bayezid I., dann, nach der Niederlage in der Schlacht bei Ankara 1402 gegen Timur und der zeitweisen Auflösung des Reichs (1402–1413) erneut sukzessive im Verlauf des 15. Jahrhunderts, wobei türkische Kleinfürstentümer wie die Candaroğulları und Genueser Kolonien in den Küstenstädten im osmanischen Reich aufgingen. Den Schlusspunkt bildete die Annexion des Reichs von Trapezunt 1462.
Die Gebiete gehörten nach der Wiedereroberung zum Eyâlet Anadolu, bis Anfang des 16. Jahrhunderts in den Gebieten östlich des Kızılırmak das Eyalet Rum anfänglich mit dem Zentrum Amasya, nach 1520 mit dem Zentrum Sivas (neu)gegründet wurde. Nach der kurzlebigen (1515–1535) Existenz des Eyalets Erzincan bildete sich nach mehreren, nur unvollkommen datierbaren Wechseln im Osten des Pontosgebiets folgende Verwaltungsstruktur heraus:
- Der Osten des Küstengebiets, vom Westen mit Ordu und Giresun bis hin nach Batum im Osten bildete das Eyâlet Trabzon.
- Das Binnenland mit Bayburt und Şebinkarahisar gehörte zum Eyâlet Erzurum, Gümüşhane allerdings zum Eyâlet Trabzon.
- Der Westen des ostpontischen Bereichs östlich des Kızılırmak mit Samsun, Çorum, Amasya, Niksar und Tokat verblieb beim Eyâlet Rum. Der Sandschak Dschanik mit dem Hauptort Samsun oder zeitweilig Bafra wurde 1846 in das Eyâlet Trabzon umgegliedert[7]
- Der westpontische Bereich verblieb beim Eyâlet Anadolu, bis dieses 1841 aufgelöst wurde, danach fiel das Gebiet an das neugegründete Eyâlet Kastamonu[8]

Nach der Vilâyetsreform ab 1846 lagen im Pontosgebiet folgende Provinzen:
- Vilâyet Kastamonu
- Vilâyet Trabzon

Anteil an der Region hatten ferner folgende Provinzen:
- Vilâyet Ankara
- Vilâyet Sivas
- Vilâyet Erzurum

Bis zum Ende des 19. Jahrhunderts war die Bevölkerung ganz überwiegend moslemisch geworden, lediglich um Trabzon hatte sich eine größere griechisch-orthodoxe Minderheit erhalten, die allerdings wirtschaftlich bedeutend war. Die Muslime waren zumeist Türken, bis auf die Bergbevölkerung in Lazistan.

### Republik Pontos

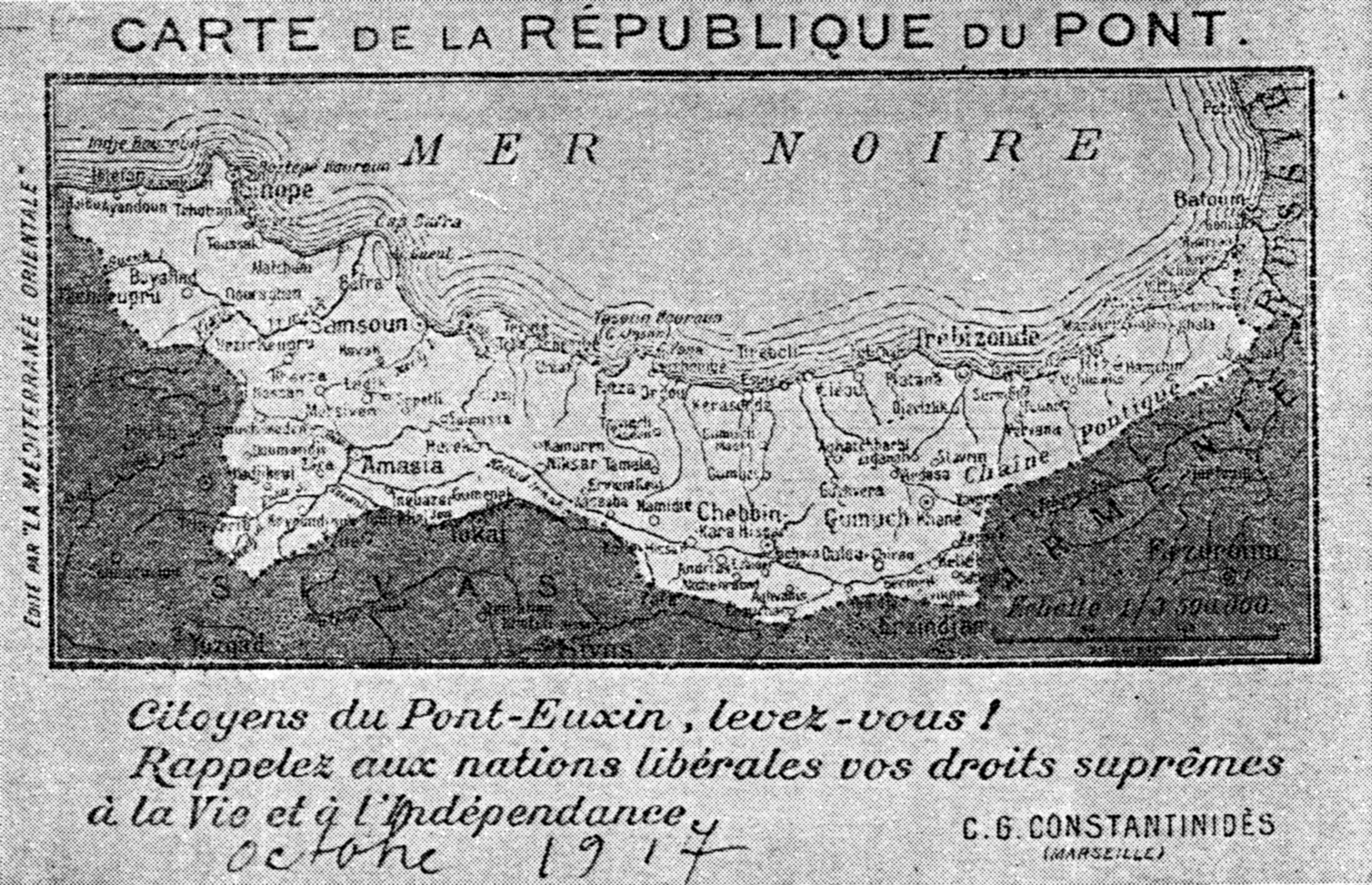
Alliierter Aufruf von 1917 an die Pontosgriechen, sich gegen die Türken zu erheben. Darauf eine Karte des Gebietes, welches die geplante Republik Pontos darstellen sollte.

Während des Ersten Weltkrieges hatten zeitweise russische Truppen unter dem Beifall des griechisch-orthodoxen Bevölkerungsteils Trabzon und das ostpontische Gebiet besetzt. Nach der Oktoberrevolution und dem Friedensvertrag von Brest-Litowsk zogen sich die russischen Truppen zurück und die Osmanen rückten wieder nach. Die Russen hatten allerdings viele Waffen in dem Gebiet hinterlassen. Nach dem Waffenstillstand von Moudros 1918 und der darin bestimmten Demobilisierung und Entwaffnung der osmanischen Armee und einer vorübergehenden alliierten Besetzung der Küstenregion regten sich Hoffnungen der nichtislamischen Minderheit auf Unabhängigkeit vom Osmanischen Reich. In dieser Stimmung kam es im Mai 1919 zur Proklamation einer pontischen Republik. Diese fand aber nicht die Unterstützung der Alliierten, die hier den Zugang eines armenischen Staates zum Meer planten, wie es die im Gefolge des Vertrags von Sèvres durch den US-Präsidenten Woodrow Wilson verfügte Grenzziehung zeigte, und wurde auch nicht weiter verfolgt. Weil auch die vormalige jungtürkische Regierung vor der Kapitulation Waffendepots angelegt hatte, kam es zu kriegerischen Zusammenstößen der Bevölkerungsgruppen. Im Türkischen Befreiungskrieg drohte nach Planungen und Suggestionen von griechischer Seite eine Landung von Seeseite mit Unterstützung durch einen Aufstand der lokalen griechischen Bevölkerung. Weil es an regulären türkischen Truppen fehlte, einer solchen Bedrohung entgegenzutreten, kam es zu einem blutigen und grausam geführten Partisanenkrieg, in dem die griechischen Freischärler nicht einmal mehr die eigene Bevölkerung schützen konnten, die in großen Teilen massakriert und ins Landesinnere deportiert wurde. Nach großen Verlusten auch unter der Zivilbevölkerung wurden nach dem 1923 geschlossenen Vertrag von Lausanne und dem darin vereinbarten Bevölkerungsaustausch die Angehörigen der griechisch-orthodoxen Minorität nach Griechenland umgesiedelt.
Der Name Pontos wurde in der folgenden Zeit in der Türkei zum Unwort, soweit nicht das antike Königreich und die römische Provinz damit bezeichnet wird. Das Gebiet entspricht der nunmehr als Karadeniz Bölgesi bezeichneten Region, insbesondere deren mittlerem und östlichem Teil.